# Figlie di Maria Immacolata di Guadalupe
Le Figlie di Maria Immacolata di Guadalupe (in spagnolo Hijas de María Inmaculada de Guadalupe) sono un istituto religioso femminile di diritto pontificio: le suore di questa congregazione, dette Guadalupane, pospongono al loro nome la sigla H.M.I.G.

## Storia

José Antonio Plancarte y Labastida, fondatore della congregazione

La congregazione nacque in Messico durante il governo anticlericale di Benito Juárez per garantire l'educazione religiosa delle fanciulle. Venne fondata dal sacerdote José Antonio Plancarte y Labastida (1840-1898): il 2 febbraio 1878, a Jacona, le prime sette suore emisero la loro professione dei voti.
Le sue costituzioni vennero approvate a livello diocesano il 15 aprile 1879: l'istitituto ricevette il pontificio decreto di lode il 21 maggio 1899.

## Attività e diffusione
Le Figlie di Maria Immacolata di Guadalupe si dedicano all'istruzione e all'educazione cristiana della gioventù.
Sono una delle più numerose congregazioni messicane e contano case anche in Bolivia, El Salvador, Italia e Stati Uniti d'America: la sede generalizia è a Città del Messico.
Al 31 dicembre 2005 l'istituto contava 689 religiose in 73 case.